# 庭田茂吉
庭田 茂吉（にわた しげよし、1951年 - ）は、日本の哲学者。同志社大学文学部（哲学科）教授。博士（同志社大学）。専門は近現代フランス哲学。

## 人物
メルロ＝ポンティ、エマニュエル・レヴィナス、ミシェル・アンリなどのフランス現象学を含むフランス近現代哲学全般を専門とする。論文に「バタイユとレヴィナスにおけるエコノミーの問題」（2005年）など。

## 刊行物等

### 単著
- 『ヂゞイ・テリブル、あるいは反時代的考察』、萌書房、2018年
- 『レヴィナスにおける身体の問題　１』、萌書房、2018年
- 『日常の中の哲学』、萌書房、2018年
- 『不安社会のアナトミー』、萌書房、2008年
- 『ミニマ・フィロソフィア』、萌書房、2002年
- 『現象学と見えないもの—ミシェル・アンリの「生の哲学」のために—』、晃洋書房、2001年

### 共著・編著・共訳書
- 竹内成明著、三宅広明・庭田茂吉共編『コミュニケーションの思想—記号とメディア』、れんが書房新社、2019年
- シルヴィ・クルティーヌ＝ドゥナミ、庭田茂吉・落合芳共訳『シモーヌ・ヴェイユ　天上の根を求めて』、萌書房、2013年
- シルヴィ・クルティーヌ＝ドゥナミ著、庭田茂吉他共訳『暗い時代の三人の女性　エディット・シュタイン、ハンナ・アーレント、シモーヌ・ヴェイユ』、晃洋書房、2010年
- ロベール・カステル著、庭田茂吉他共訳『社会の安全と不安全　保護されるとはどういうことか』、萌書房、2009年
- 田端信廣・和田渡・庭田茂吉・堤正史・加賀裕郎・金子昭共著『〈思考〉の作法』、萌書房、2004年
- D・ジュリア著、片山寿昭・山形頼洋・鷲田清一監訳、伊藤道生・野村直正・庭田茂吉編訳『ラルース哲学辞典』、弘文堂、1998年
- リチャード・カーニ―編、毬藻充・松葉祥一・庭田茂吉共訳、現代企画室、1988年